# جون فريزر
جون فريزر (بالإنجليزية: John Fraser)‏ عالم نبات اسكتلندي ولد في 14 أكتوبر 1750م في إنفيرنيس وتوفي في 26 أفريل 1811م. اشتهر بجمعه للعديد من الأصناف النباتية حول العالم.